# Binford (Dacota do Norte)
Binford é uma cidade localizada no estado norte-americano de Dacota do Norte, no Condado de Griggs.

## Demografia
Segundo o censo norte-americano de 2000, a sua população era de 201 habitantes. 
Em 2006, foi estimada uma população de 175, um decréscimo de 26 (-12.9%).

## Geografia
De acordo com o United States Census Bureau tem uma área de 
0,9 km², dos quais 0,9 km² cobertos por terra e 0,0 km² cobertos por água. Binford localiza-se a aproximadamente 465 m acima do nível do mar.

## Localidades na vizinhança
O diagrama seguinte representa as localidades num raio de 28 km ao redor de Binford. 